# 櫻花校園模擬器
《櫻花校園模擬器》（日语：サクラスクールシミュレーター）是由日本开发商Garusoft Development於2018年推出的一款单机沙盒游戏，为該公司首款模拟经营类游戏。《樱花校园模拟器》没有主线剧情，绝大部分时候都根据玩家意愿自由行动，允许玩家通过控制台改变NPC的外观模型、天气地域等。游戏背景设定于探索型开放世界“樱花镇”中，游戏中的NPC全都包含好感系统，玩家可同時與數个NPC发展关系。截至2022年10月17日，在Apple store和Google Play的全球累计下载量约9700万次。